# ماسن (ألقورات)
ماسن (بالفارسية: ماسن) هي مستوطنة تقع في إيران في قسم ألقورات الريفي. يقدر عدد سكانها بـ 48 نسمة .